# 冈河
冈河（法語：Gand，法語發音：[ɡɑ̃]）是法国奥弗涅-罗讷-阿尔卑斯大区卢瓦尔省的河流，是兰河的左支流，长28.1千米。